# Distretto di Ostrów Wielkopolski
Il distretto di Ostrów Wielkopolski (in polacco powiat ostrowski) è un distretto polacco appartenente al voivodato della Grande Polonia.

## Geografia antropica

### Suddivisioni amministrative
Il distretto comprende 8 comuni.
- Comuni urbani: Ostrów Wielkopolski
- Comuni urbano-rurali: Nowe Skalmierzyce, Odolanów, Raszków
- Comuni rurali: Ostrów Wielkopolski, Przygodzice, Sieroszewice, Sośnie